# Exposition pondérée effective
L'exposition pondérée effective ou EEPE (de l'anglais Expected Effective Positive Exposure) est une mesure de l'exposition d'un portefeuille d'instruments financiers au risque de défaut. 
Cette exposition peut être utilisée pour calculer les pertes maximales à la suite du défaut d'une contrepartie financière. Ce montant est ensuite utilisé pour calculer le capital économique nécessaire à une banque.

## Bale II
Bâle II exige des banques qu'elles mènent des actions sur trois types de risques :
- Le risque de marché
- Le risque de crédit
- Le risque opérationnel.

Pour le risque de défaut, l'approche retenue est similaire à la Value at risk avec une certitude de 99,9 % et un horizon de 1 an. Pour calculer cette VaR, il est nécessaire de calculer l'EAD (en anglais : Exposure At default). Cet indicateur est calculé en utilisant la méthodologie propre de l'EEPE.

## Principales caractéristiques
L'EEPE est définie par la formule mathématique suivante:
{\displaystyle EEPE(T)={\frac {1}{T}}\int _{0}^{T}EEE(t)dt}
avec 
{\displaystyle EEE(t)=\sup _{\theta <t}(\mathbb {E} [E(\theta )])}
et avec
{\displaystyle E(\theta )=\max(0,MtM(\theta ))}
Où
- E(t) représente l'exposition (positive) dans le temps
- T représente l'horizon considéré (en général 1 an)
- {\displaystyle \mathbb {E} } représente l'Espérance mathématique
- MtM représente le Mark-to-Market du produit/portefeuille considéré